# كولمار مانور (ماريلاند)
كولمار مانور (بالإنجليزية: Colmar Manor, Maryland)‏ هي بلدة تقع بولاية ماريلاند في الولايات المتحدة. تبلغ مساحتها 1.35 (كم²)، وترتفع عن سطح البحر 9 م، بلغ عدد سكانها 1404 نسمة في عام 2010 حسب إحصاء مكتب تعداد الولايات المتحدة وتصل الكثافة السكانية فيها 1153.4 نسمة/كم2.

## التركيبة السكانية
قام مكتب تعداد الولايات المتحدة بتحديد بيانات التركيبة السكانية لكولمار مانور في تعداد الولايات المتحدة. في ما يلي، التركيبة السكانية حسب تعدادي 2000 و2010.

### تعداد عام 2000
بلغ عدد سكان كولمار مانور 1,257 نسمة بحسب تعداد عام 2000، وبلغ عدد الأسر 384 أسرة وعدد العائلات 273 عائلة مقيمة في البلدة.
وتوزع التركيب العرقي للبلدة بنسبة 24.90% من البيض و 0.08% من الأمريكيين الأصليين و 10.34% من الأمريكيين ذوي الأصول الآسيوية و 0.00% من سكان جزر المحيط الهادئ و 48.77% من الأمريكيين الأفارقة و 3.50% من عرقين مختلطين أو أكثر.
بلغ عدد الأسر 384 أسرة كانت نسبة 33.6% منها لديها أطفال تحت سن الثامنة عشر تعيش معهم، وبلغت نسبة الأزواج القاطنين مع بعضهم البعض 45.1% من أصل المجموع الكلي للأسر، ونسبة 18.5% من الأسر كان لديها معيلات من الإناث دون وجود شريك، وكانت نسبة 28.9% من غير العائلات. تألفت نسبة 25.3% من أصل جميع الأسر من أفراد ونسبة 6.8% كانوا يعيش معهم شخص وحيد يبلغ من العمر 65 عاماً فما فوق. وبلغ متوسط حجم الأسرة المعيشية 3.92، أما متوسط حجم العائلات فبلغ 3.27.
بلغ العمر الوسطي للسكان 36 عاماً. وكانت نسبة 28.2% من القاطنين تحت سن الثامنة عشر، وكانت نسبة 9.4% بين الثامنة عشر والأربعة وعشرون عاماً، ونسبة 28.0% كانت واقعةً في الفئة العمرية ما بين الخامسة والعشرون حتى والأربعة وأربعون عاماً، ونسبة 24.3% كانت ما بين الخامسة والأربعون حتى الرابعة والستون، ونسبة 10.1% كانت ضمن فئة الخامسة والستون عاماً فما فوق. يوجد لكل 100 أنثى 94.0 ذكر، ويوجد لكل 100 أنثى في الثامنة عشر من عمرها فما فوق 85.6 ذكر.
بلغ متوسط دخل الأسرة في البلدة 43,906 دولار، أما متوسط دخل العائلة فبلغ 46,354 دولار. وكان متوسط دخل الذكور 34,750 دولار مقابل 29,844 دولار للإناث. وسجل دخل الفرد الخاص بالبلدة 16,528 دولار.

### تعداد عام 2010
بلغ عدد سكان كولمار مانور 1,404 نسمة بحسب تعداد عام 2010، وبلغ عدد الأسر 374 أسرة وعدد العائلات 282 عائلة مقيمة في البلدة. في حين سجلت الكثافة السكانية 2,987.2 نسمة لكل ميل مربع (1,153.4/كم2). وبلغ عدد الوحدات السكنية 415 وحدة بمتوسط كثافة قدره 883.0 لكل ميل مربع (340.9/كم2).
وتوزع التركيب العرقي للبلدة بنسبة 27.1% من البيض و 0.1% من الأمريكيين الأصليين و 7.2% من الأمريكيين ذوي الأصول الآسيوية و 35.0% من الأمريكيين الأفارقة و 3.8% من عرقين مختلطين أو أكثر.
بلغ عدد الأسر 374 أسرة كانت نسبة 45.7% منها لديها أطفال تحت سن الثامنة عشر تعيش معهم، وبلغت نسبة الأزواج القاطنين مع بعضهم البعض 47.6% من أصل المجموع الكلي للأسر، ونسبة 19.3% من الأسر كان لديها معيلات من الإناث دون وجود شريك، بينما كانت نسبة 8.6% من الأسر لديها معيلون من الذكور دون وجود شريكة وكانت نسبة 24.6% من غير العائلات. تألفت نسبة 18.4% من أصل جميع الأسر من أفراد ونسبة 5.6% كانوا يعيش معهم شخص وحيد يبلغ من العمر 65 عاماً فما فوق. وبلغ متوسط حجم الأسرة المعيشية 4.07، أما متوسط حجم العائلات فبلغ 3.75.
بلغ العمر الوسطي للسكان 32.9 عاماً. وكانت نسبة 27.2% من القاطنين تحت سن الثامنة عشر، وكانت نسبة 10.2% بين الثامنة عشر والأربعة وعشرون عاماً، ونسبة 31.1% كانت واقعةً في الفئة العمرية ما بين الخامسة والعشرون حتى والأربعة وأربعون عاماً، ونسبة 23.7% كانت ما بين الخامسة والأربعون حتى الرابعة والستون، ونسبة 7.6% كانت ضمن فئة الخامسة والستون عاماً فما فوق. وتوزع التركيب الجنسي للسكان بنسبة 52.1% ذكور و47.9% إناث.

## وصلات خارجية
- http://colmarmanor.org
- The US50 - Cities and Towns in Maryland State
- Maryland Cities and Towns, Facts, Map, Flag, Colleges, Government, and More